# Міхал Вашинський
Міхал Вашинський (пол. Michał Waszyński; 29 вересня 1904, Ковель, нині Волинська область, Україна) — 20 лютого 1965, Мадрид, Іспанія) — польський кінорежисер, редактор і сценарист.
Вашинський хворів на цукровий діабет. Помер він від серцевого нападу в Мадриді,  похований на цвинтарі Фламініо Прима Порта в Римі, Італія.

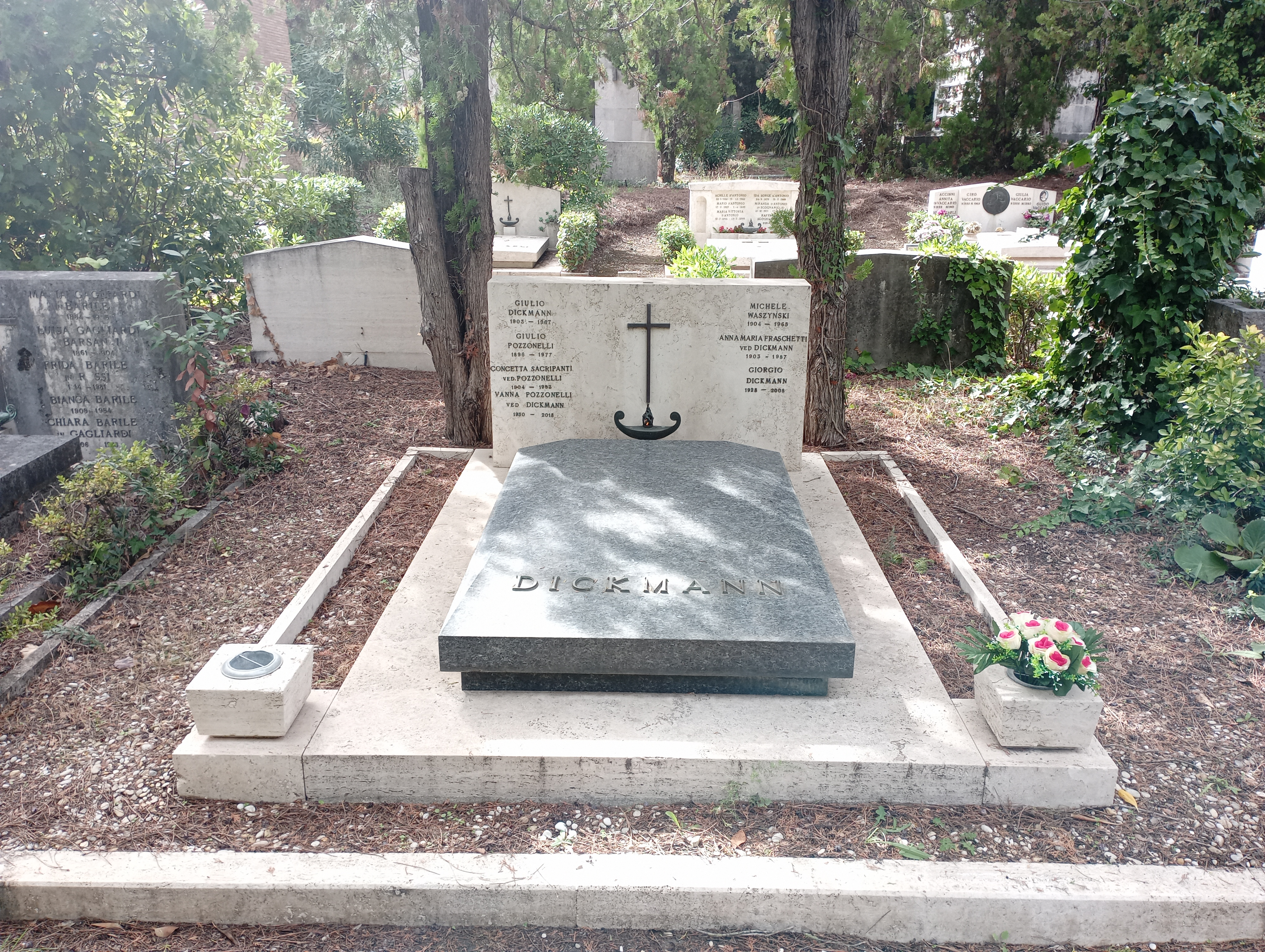
Могила Міхала Вашинського

## Вибрана фільмографія
- 1932 — Сто метрів любові
- 1936 — Буде краще
- 1936 — Болек і Льолек
- 1937 — Знахар
- 1938 — Жінки над прірвою
- 1939 — Волоцюги

## Особисте життя
Сучасники згадують Вашинського як денді та відкритого гомосексуала, який навіть у 1930-х роках не боявся з'являтися на публіці зі своїми партнерами.